# زندگی عزیز (فیلم ۲۰۱۶)
زندگی عزیز (به انگلیسی: Dear Zindagi) محصول سال۲۰۱۶ است. این فیلم که به کارگردانی و نویسندگی گوری شینده است.در این فیلم بازیگرانی همچون شاهرخ خان، آلیا بهات، کونال کاپور، انگاد بدی، روحیت صراف، علی ظفر، آیرا دوبی و آدیتیا روی کاپور ایفای نقش کرده‌اند.

## خلاصه داستان
داستان درباره ی یک دختر فیلم بردار (آلیا بات) که استعداد زیادی دارد اما از ترس رها شدن به رابطه های عاطفی اش به سرعت خاتمه می دهد تا اینکه به طور ناگهانی با یک روانشناس(شاهرخ خان)آشنا می شود و ......